# Wyższa Szkoła Oficerska Wojsk Łączności
Wyższa Szkoła Oficerska Wojsk Łączności im. płk. Bolesława Kowalskiego (WSOWŁ) – uczelnia wojskowa Sił Zbrojnych PRL i SZ RP.

## Historia
Szkoła powstała w 1967 w wyniku przekształcenia Oficerskiej Szkoły Łączności w Zegrzu w uczelnię. W ramach WSOWŁ powołano też Szkołę Chorążych Wojsk Łączności i Podoficerską Szkołę Zawodową Wojsk Łączności. Uczelnia przygotowywała oficerów łączności na profilu dowódczo-sztabowym dla potrzeb wszystkich rodzajów sił zbrojnych. W 1970 utworzono profil polityczny, na którym przygotowywano oficerów politycznych dla wojsk łączności na poziomie studiów I stopnia w zakresie nauk społeczno-politycznych. Profil ten zlikwidowano w 1990. Od 1973 w uczelni funkcjonowała również szkoła oficerów rezerwy przekształcona w 1980 w szkołę podchorążych rezerwy.
Od 1977 w szkole wprowadzono indywidualny tok studiów dla wyróżniających się w nauce podchorążych. W 1979 uruchomiono studia przemienne polegające na trzyletniej nauce w systemie stacjonarnym oraz rocznej praktyce w jednostkach wojskowych.
W 1981 utworzono w szkole wydział naukowo-badawczy, który zajmował się koordynacją badań naukowych oraz planowaniem procesu dokształcania kadry naukowo-dydaktycznej uczelni. W 1986 oddano do użytku nowy budynek bloku dydaktycznego, co znacznie usprawniło proces kształcenia. Na początku lat 90. przystąpiono do opracowywania nowej koncepcji kształcenia „WSOWŁ-2000”.
WSOWŁ została rozformowana 20 września 1997. Na jej bazie powstało Centrum Szkolenia Łączności i Informatyki w Zegrzu. W okresie swojego istnienia szkoła wykształciła 3733 podporuczników inżynierów. Kształcenie oficerów dla wojsk łączności przejęła Wojskowa Akademia Techniczna w Warszawie.

## Kierunki kształcenia
Szkoła kształciła oficerów-inżynierów dowódców pododdziałów wojsk łączności i oficerów pionu politycznego. Podchorążowie kończyli kurs samochodowy i uzyskiwali prawo jazdy kategorii „B”.
W latach 90. XX w. w ramach dostosowywania nazw kierunków studiów do obowiązujących w wyższym szkolnictwie cywilnym zmieniono nazwę kierunku dowódczego na telekomunikację, nadając absolwentom tytuł zawodowy inżyniera telekomunikacji w specjalnościach: telekomunikacja ogólna lub systemy komunikacyjne.

## Struktura organizacyjna (1984)
- komenda
- wydział ogólny
- wydział techniczny
- wydział polityczny
- oddział kształcenia
- cykl taktyki rodzajów wojsk
- cykl taktyki i eksploatacji systemów łączności
- cykl techniki łączności
- cykl eksploatacji urządzeń łączności
- cykl transmisji informacji
- cykl podstaw społeczno-politycznych
- cykl podstaw ogólnych i ogólnokształcących
- cykl wyszkolenia fizycznego
- biblioteka główna
- batalion podchorążych
- szkoła chorążych wojsk łączności
- szkoła podchorążych rezerwy
- podoficerska szkoła wojsk łączności
- kurs doskonalenia oficerów łączności,
- pododdziały zabezpieczenia

## Oficerowie WSOWŁ
- płk Edward Gierasimczyk (1967–1971)
- płk Kazimierz Mościcki (1971–1976)
- płk Antoni Czokało (1976–1979)
- płk Władysław Urbański (1979–1984)
- płk Zbigniew Chruściński (1984–1990)
- gen. bryg. Witold Cieślewski (1990–1993)
- płk Andrzej Barczak (1993–1997)